# Champagne-Ardenne
Champagne-Ardenne je bývalý region Francie. Nachází se na severovýchodě Francie u hranic s Belgií. Skládal se ze čtyř departmentů (Aube, Ardennes, Haute-Marne a Marne) a jeho hlavní město je Châlons-en-Champagne. Kraj je svým terénem velmi rozmanitý. Nacházejí se zde rozsáhlé roviny podél řek Seina, Marna nebo Aisna, ale také kopcovitý terén v pohoří Ardeny. Od roku 2016 byl spolu s regiony Alsasko a Lotrinsko sloučen do nového regionu Grand Est.

## Průmysl
Region je celosvětově známý pěstováním vinné révy, šampaňským, ardenskou šunkou a plněným pstruhem. Region byl první ve Francii v produkci ječmene a vojtěšky, druhý v produkci řepy, cibule a hrachu a třetí v produkci pšenice a řepkového semene. V kraji je 282,37 km² vinic. Produkce šampaňského byla v roce 2001 na úrovni 263 miliónů lahví, z nichž 37,6 % bylo exportováno. Významný je hutnický, sklářský a potravinářský průmysl, balicí technologie a polovodiče.

## Největší města
- Châlons-en-Champagne
- Charleville-Mézières
- Chaumont
- Épernay
- Reims
- Saint-Dizier
- Sedan
- Troyes